# Nespeky
Nespeky (Duits: Nespeck) is een Tsjechische gemeente in de regio Midden-Bohemen en maakt deel uit van het district Benešov. Het dorp ligt op 3 kilometer afstand van Pyšely en op 8 kilometer afstand van de stad Benešov.
Nespeky telt 808 inwoners (2025).

## Geografie
De gemeente bestaat uit de volgende plaatsen:
- Nespeky;
- Ledce;
- Městečko.

Tussen 1850 en 1890 maakte Nespeky deel uit van de gemeente Poříčí nad Sázavou. Sindsdien is Nespeky verzelfstandigd.

## Geschiedenis
De eerste schriftelijke vermelding van het dorp dateert van 1380 (Dnespeky). Nespeky kreeg vooral bekendheid door de ligging aan een belangrijke handelsroute van Praag naar Benešov, Tábor en Linz, en omdat hier een van de eerste bruggen over de Mokřanskýbeek was. In Nespeky waren daarom diverse voorzieningen aanwezig, zoals koetshuizen met reparatiemogelijkheden, maneges en herbergen. Reeds in 1564 werd een postkantoor geopend.
Sinds 1850 is Nespeky ondergebracht bij het district Benešov. Het wapen en de vlag werden op 18 mei 2012 aan de gemeente toegekend bij besluit van de voorzitter van de Kamer van Afgevaardigden van het Parlement van de Tsjechische Republiek.

## Verkeer en vervoer

### Autowegen
Nespeky is te bereiken via diverse regionale wegen. 

### Spoorlijnen
Er is geen station in Nespeky. Het dichtstbijzijnde station is in Poříčí nad Sázavou, op zo'n drie kilometer afstand. Dat station ligt aan spoorlijn 221 Praag - Benešov - České Budějovice, 210 Praag - Vrané nad Vltavou - Čerčany/Dobříš en 212 Čerčany - Světlá nad Sázavou.

### Buslijnen
Er zijn drie bushaltes in de gemeente:
| Halte                   | Lijn(en) | Traject(en)                             | Vervoerder(s)           |
| ----------------------- | -------- | --------------------------------------- | ----------------------- |
| Nespeky, Nespeky        | 337 651  | Benešov - Budějovická Nespeky - Hrusice | Arriva City Arriva City |
| Nespeky, Městečko       | 337      | Benešov - Budějovická                   | Arriva City             |
| Nespeky, Rozchod Pyšely | 337      | Benešov - Budějovická                   | Arriva City             |

### Fietsroutes
- 0019 Sázava - Čerčany - Týnec nad Sázavou - Davle;
- 0030 Senohraby - Pyšely - Nespeky.

### Wandelroutes
- Rood: Sázava - Čerčany - Týnec nad Sázavou - Davle;
- Blauw: Nespeky - Gabrhele - Ládví.

## Bezienswaardigheden
- Mariakapel uit de negentiende eeuw;
- Voormalig gemeentehuis;
- Herberg op nr. 1, vroeger gebruikt door handelaars op weg naar Praag;
- Zomerhuizen uit de jaren 30, ontworpen door architect Jaroslav Fragner, inclusief het huisje van danseres Milča Mayerová.

## Galerij

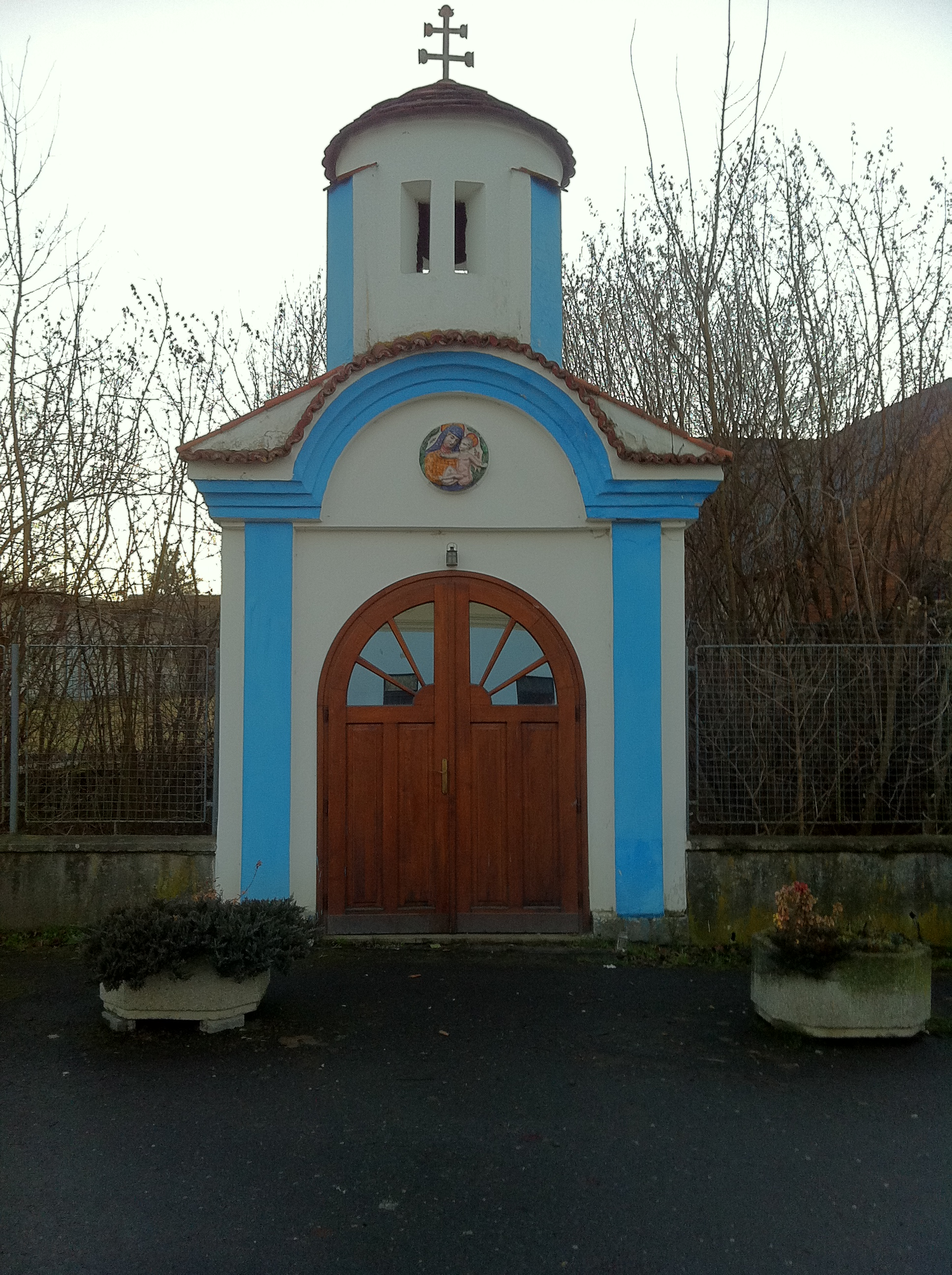
Mariakapel (2013)
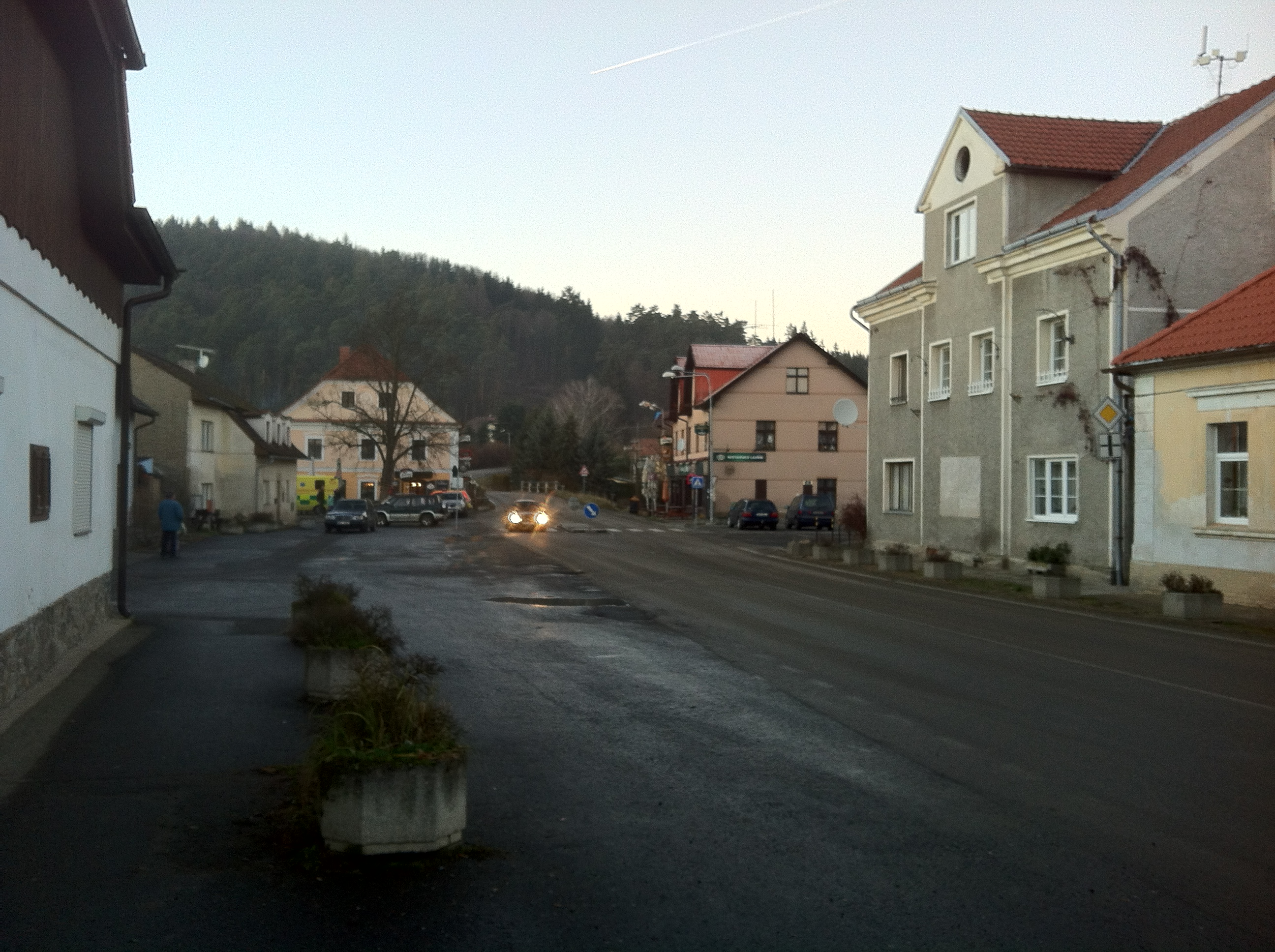
Dorpsplein (2013)
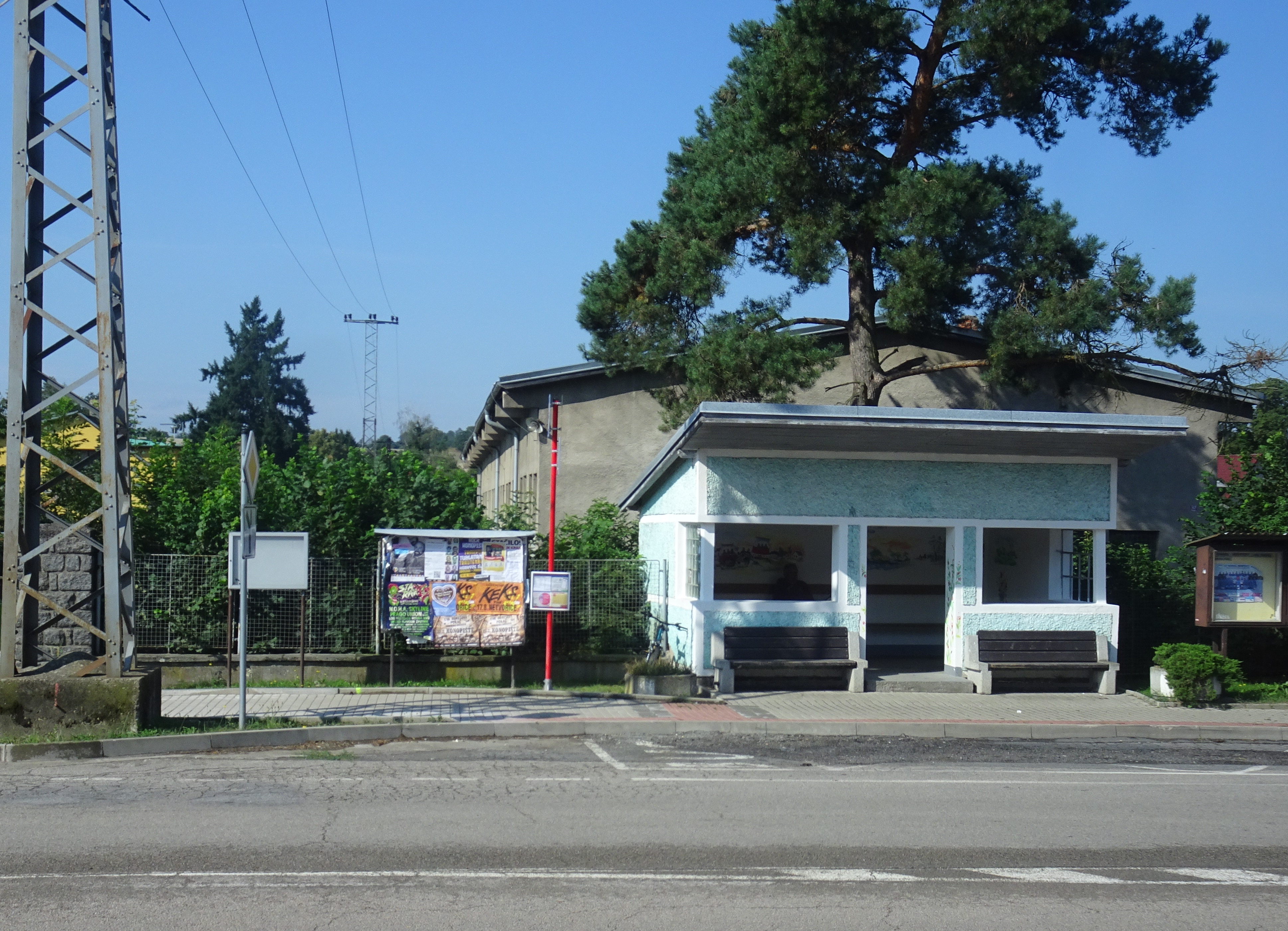
Bushalte in het dorp (2024)
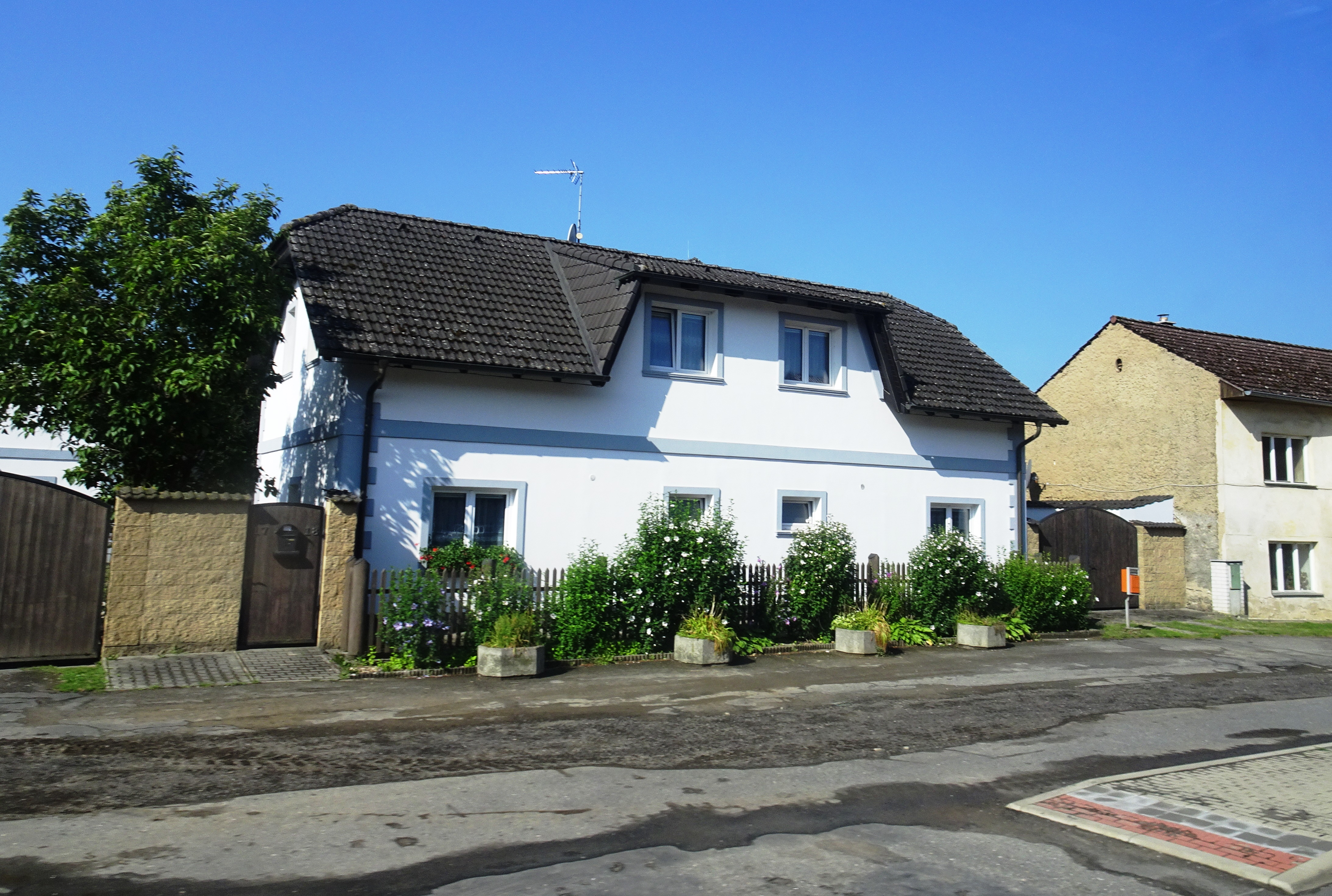
Huis in het dorp (2024)